# Rokuro-kubi
 Der er for få eller ingen kildehenvisninger i denne artikel, hvilket er et problem. Du kan hjælpe ved at angive troværdige kilder til de påstande, som fremføres i artiklen.

Rokuro-kubi er kendt for at være en utrolig skræmmende myte i Japan. Rokuro er en stank, der ikke må komme ind i kroppen. Stanken får hovedet til at forlade kroppen og leve sit eget uhyggelige liv. Kroppen ligger og rådner op, og hovedet flyver løs i skove og grotter, sammen med andre hoveder. Efter, at en person møder et flyvende hoved, og hvis personen bliver bidt, så er den stakkel også blevet Rokuro. Myten startede i 1858 med, at en forfatter skrev en skrækhistorie, denne, og derefter havde han sagt, at han havde flygtet fra flyvende hoveder, der har været efter ham. Hans bevis var, at han var blevet bidt i læben meget kraftigt. Lige siden har det forblevet en myte i Japan, som nogen tror på, og andre ikke tror på. Men selvfølgelig tror folk udefra bare, det er et forsøg på berømmelse, det forfatteren gjorde.